# Унковский, Сергей Владимирович
Серге́й Влади́мирович У́нковский (1855 — после 1917) — санкт-петербургский адвокат и общественный деятель, председатель городской думы в 1908—1911 годах.

## Биография
Из потомственных дворян Санкт-Петербургской губернии. Сын действительного статского советника Владимира Никитича Унковского от брака с Анной Николаевной Антроповой.
По окончании Военно-юридического училища в 1876 году, был прикомандирован к Санкт-Петербургскому военно-окружному суду. В том же году вышел в отставку и приписался помощником к А. М. Унковскому, а затем К. Ф. Хартулари. Одновременно с этим был назначен помощником юрисконсульта, а в 1881 году, когда вступил в сословие присяжных поверенных, юрисконсультом Санкт-Петербургской городской думы.
Занимался цивилистикой. Среди дел, в которых выступал Унковский: дело города Санкт-Петербурга с Обществом Санкт-Петербургских водопроводов о фильтрах (со стороны города), дело города Санкт-Петербурга с Обществом конно-железных дорог об их выкупе (со стороны города) и ряд других. В 1903 году оставил должность юрисконсульта городской думы.
Затем состоял юрисконсультом Санкт-Петербургского общества взаимного кредита и управления Финляндских железных дорог, а также представителем Финляндского правительства по городским выборам и по его делам в Российской империи. Состоял действительным членом Юридического общества при Санкт-Петербургском университете, а также членом ряда благотворительных обществ.
В 1907 году был избран гласным Санкт-Петербургской городской думы, а 9 января 1909 года — председателем думы, в каковой должности пробыл одно трёхлетие. Также состоял председателем думского совета по делам местного хозяйства и гласным губернского земского собрания от города.
В 1908—1911 годах избирался членом Совета и казначеем Всероссийского национального союза. Был одним из учредителей и старшин Всероссийского национального клуба в Петербурге. Позднее был председателем Совета пароходного Общества «Кавказ и Меркурий».
Судьба после 1917 года неизвестна.

## Семья
Его жена Екатерина Николаевна состояла председателем комиссии и заведующей убежищем Общества защиты детей от жестокого обращения, а также вице-председателем Первого женского потребительского общества. Их сын:
- Георгий (1885—?), был женат на Лидии Александровне Рубец. Их сын Никита (1914—1979).